# Templo de Lin Kai

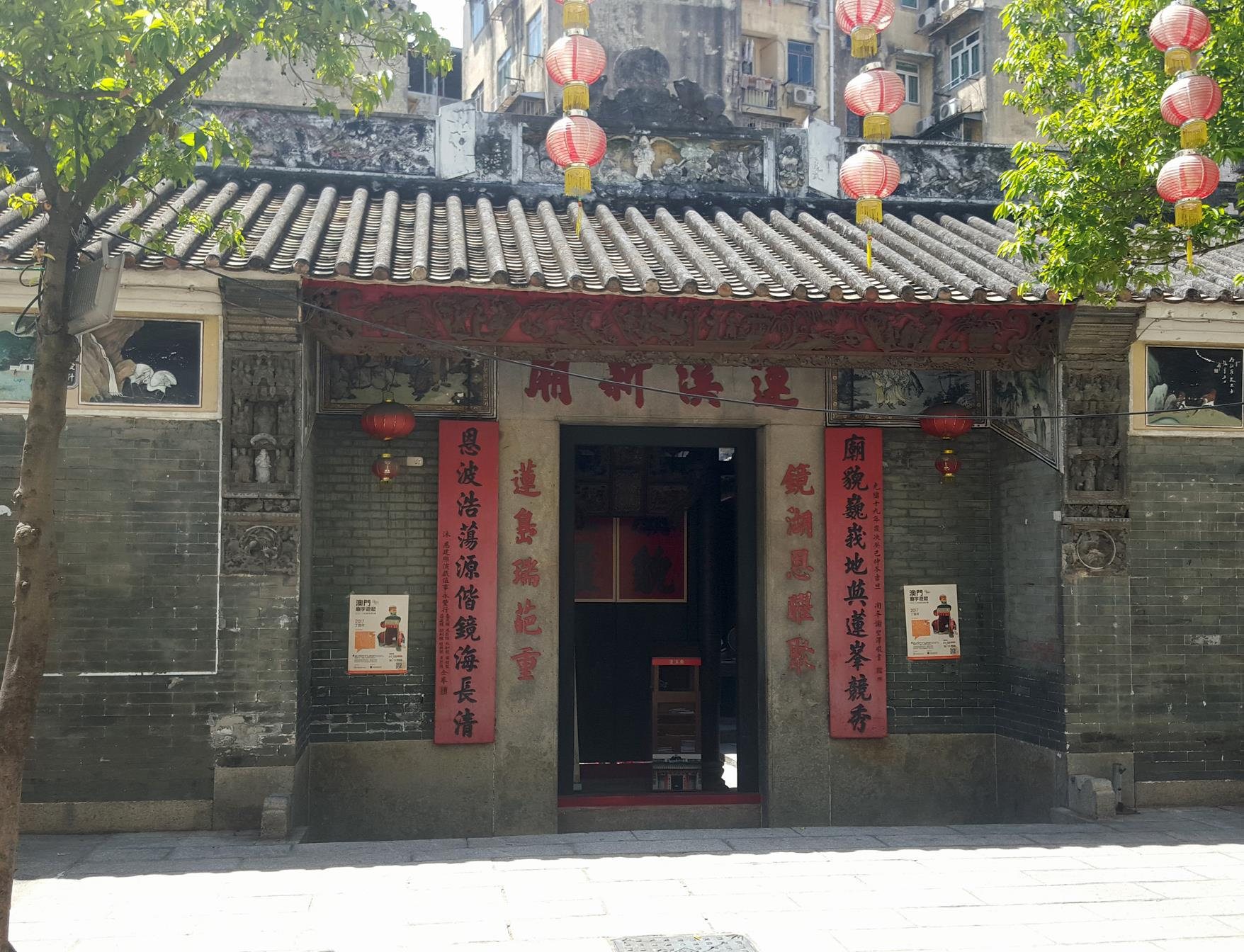
Templo de Lin Kai

O Templo de Lin Kai (em chinês: 蓮溪廟) é um Templo chinês em Macau, situa-se em Nº25 -31 da Travessa da Cordoaria, em frente de Cinema Alegria.
O Templo, onde se venera um panteão de divindades muito populares, foi erigido mesmo ao lado do Regato Lótus (Lin Kai) durante o reinado do imperador Daoguang, da dinastia Qing (1782–1850) e a ele deve o seu nome.
Pouco após a sua construção foi destruído por um violento tufão, tendo sido reconstruído e foi renovado já no reinado do imperador Guangxu da dinastia Qing (1875–1908), adquirindo o seu aspecto actual e passando a ser conhecido por Novo Templo de Lin Kai (蓮溪新廟).
Nos primeiros anos, a praça a frente do templo era o lugar para realizar os espectáculos de ópera cantonês em honra dessas divindades.Depois disso, o Cinema Alegria foi construído acima da praça. 